# Bosnisch-herzegowinischer Fußball-Supercup
Der Bosnisch-herzegowinischer Fußball-Supercup ist ein bosnisch-herzegowinischer Fußball-Wettbewerb, in dem der bosnisch-herzegowinische Meister und der bosnisch-herzegowinische Pokalsieger der abgelaufenen Saison in einem einzigen Spiel aufeinander trifft. Hatte eine Mannschaft das Double gewonnen, wurde auch dieser Wettbewerb automatisch gewonnen.

## Die Spiele im Überblick
| 1997      | FK Sarajevo                                    | 1:3 / 2:0 1                                    | NK Čelik Zenica                                |                                                |                  |
| 1998      | FK Željezničar Sarajevo                        | 4:0                                            | FK Sarajevo                                    |                                                |                  |
| 1999      | NK Bosna Visoko                                | 2:2 n. V., 5:4 i. E.                           | FK Sarajevo                                    |                                                |                  |
| 2000      | FK Željezničar Sarajevo                        | 0:0 / 3:1                                      | NK Brotnjo Čitluk                              |                                                |                  |
| 2001      | Der FK Željezničar Sarajevo gewann das Double. | Der FK Željezničar Sarajevo gewann das Double. | Der FK Željezničar Sarajevo gewann das Double. | Der FK Željezničar Sarajevo gewann das Double. |                  |
| 2002–2023 | keine Austragung                               | keine Austragung                               | keine Austragung                               | keine Austragung                               | keine Austragung |
| 2024      | HŠK Zrinjski Mostar                            | 1:0                                            | FK Borac Banja Luka                            |                                                |                  |

### Rangliste der Sieger und Finalisten
| Rang | Verein                  | Titel | Jahr(e)          | FT |
| ---- | ----------------------- | ----- | ---------------- | -- |
| 1    | FK Željezničar Sarajevo | 3     | 1998, 2000, 2001 | /  |
| 2    | FK Sarajevo             | 1     | 1997             | 2  |
| 3    | NK Bosna Visoko         | 1     | 1999             | /  |
|      | HŠK Zrinjski Mostar     | 1     | 2024             | /  |
| 5    | NK Čelik Zenica         |       |                  | 1  |
|      | NK Brotnjo Čitluk       |       |                  | 1  |
|      | FK Borac Banja Luka     |       |                  | 1  |